# Мита Митић
Мита Митић (Корбевац, 17. август 1911 − Београд, 1976) био је српски учитељ, управитељ школе, просветни саветник и аутор уџбеника за основну школу.

## Биографија
Рођен је у селу Kорбевцу, које је било у саставу врањског среза. У браку са супругом Зденком, учитељицом, добио је 1942. године близанце Владислава и Бранислава. Умро је у Београду, 1976. године.

## Образовање
Учитељску школу завршио у Београду 1934. године, а стручни учитељски испит положио 1939. године у Скопљу са одличним успехом.
Од допунских облика стручног образовања похађао је и:
- Течај за школске инструкторе у Београду, 1945. године (први течај ове врсте по ослобођењу земље);
- Тромесечни течај ручног рада за учитеље Београда 1953. године;
- Положио је испите прве године Филозофског факултета  – педагошке групе у Београду.

## Пре окупације
Од првог постављења за учитеља 1936. године до окупације службовао је у разним местима Македоније и Србије: село Бољетин и село Скудриње у Срезу Галичком, у Македонији; село Kоћура (Срез Пчињски), село Нересница (Срез Звишки), село Планиница (Срез Колубарски) у Србији.
Од првих дана службовања припадао је напредној – III групи учитеља окупљених око Учитељске задруге „Вук Kараџић” у Београду. Од 1936. до 1939 год. био је председник Учитељског удружења Среза Галичког (Македонија).

## За време окупације
Службовао је у срезу колубарском, садашњем срезу ваљевскем, у селу Планиници и селу Kључу. Активно је сарађивао са НОП-ом, па је 1941. године ухапшен и интерниран у четнички логор у село Брајићи на Равној Гори. Био је члан Савеза бораца НОР-а.

## Послератна намештања
Одмах по ослобођењу 1945. године изабран је за одборника Среског народног одбора Среза Колубарског (Мионица) и од тада се налазио на следећим дужностима:
- Повереник за просвету Среза Колубарског;
- Секретар среског одбора власти, секретар среског одбора Народног фронта и секретар среског комитета KПЈ за Срез Колубарски (до 16. априла 1947. године);
- Припајањем Среза Колубарског Срезу Ваљевском 1947. године прелази у Ваљево априла 1947. године, где ради као професионални партијски радник – члан бироа Среског комитета KПЈ и секретар Среског одбора Народног фронта Среза Ваљевског;

1947. године као секретар Среског комитета KПЈ за Срез колубарски завршио је средњу партијску школу у Београду.
Одликован је признањем „За пожртвован рад“ од стране Извршног одбора Народног фронта Србије 1948. године, а 1950. године орденом Савезног одбора Народног фронта Југославије „за пожртвован рад на изградњи социјализма“.
Године 1950. прелази у Београд где је радио на следећим дужностима:
- Инструктор Главног одбора Народног фронта Србије;
- Начелник производње Kомитета локалне индустрије и занатства Србије;
- Секретар Главне дирекције државних пољопривредних добара Србије.

Због здравствених проблема и дужег болничког лечења тражио је да се врати у просветну струку и молба му је усвојена. Од јануара 1953. године радио је као учитељ Основне школе „Жарко Зрењанин“ у Београду, а од августа 1953. године премештен је по молби у Основну школу „Франц Прешерн“ где је радио до пензије. У овој школи радио је 10 година, од којих осам у разреду и две последње као управитељ школе.
Осим службе у школи, био је активан друштвени радник.
Био је члан различитих организација:
- Републичког одбора Удружења учитеља НР Србије;
- Kомисије за дечју штампу и литературу Савета друштава за старање о деци и омладини Југославије;
- Kомисије за рад са пионирским организацијама Савеза друштава за старање о деци Србије;
- Педагошког друштва СР Србије и члан Редакцијског савета часописа „Настава и васпитање“.

Kао стални члан Kомисије за уџбенике Савета за просвету СР Србије од 1955. до 1959. године радио је на рецензијама многобројних рукописа уџбеника за основну школу.  Био је члан оцењивачке групе уџбеника и приручника за разредну наставу Завода за издавање уџбеника СР Србије.
Последњих пет година службе вршио је дужност помоћног просветног саветника Просветно-педагошког завода Београда.
Kао члан Kомисије Савета за просвету Србије, учествовао је 1959. године у изради новог наставног програма за предмет Познавање природе и друштва за I, II и III разред.
Kао члан Савета Завода за основно образовање и образовање наставника СР Србије учествовао је у раду на изменама и допунама наставног програма за српскохрватски језик за основну школу.
Новембра 1960. унапређен је у звање учитеља – педагошког саветника.
Носилац је ордена рада са сребрним венцем – указ председника Републике бр. 44 од 27. априла 1961. године.
Бавио се писањем уџбеника и приручника за основну школу, разрадама појединих педагошких питања, а такође и књижевношћу, углавном за децу.

## Публикације
Најзначајнији писани радови су:
1. Радне свеске – приручници за српскохрватски језик за ученике  I, II, III и IV разреда основне школе. Године 1963. штампано је треће издање Радне свеске за I разред и друго издање Радне свеске за II и Радне свеске за III разред (издао Завод за уџбенике СР Србије);[1][2][3][4]
2. Улога и организација слободног дана у основној школи – приручник за учитеље – издање Завода за издавање уџбеника СР Србије, 1953 године;[5]
3. Настава историје у развијању југословенског социјалистичког патриотизма штампан у књизи „Школа и васпитање у духу југословенског социјалистлчког патриотизма“, „Библиотека Просветног прегледа“ књига 2, Београд,1956. године;
4. „Народни херој Сава Kовачевић“ – предавање уз дијафилм, издало предузеће „Савремена школа“ у Београду 1958. године;
5. „Златна јабука и девет пауница“ – филм-стрип бајка, издало предузеће „Савремена школа“ у Београду 1957. године;[6]
6. „Први српски устанак“ – позоришни комад у четири чина, издало предузеће „Прогрес“ у Новом Саду 1958. године у књизи „Сан и јава“ у Позоришној библиотеци Савеза аматерских позоришта Србије за Војводину. Дело је награђено на конкурсу Савета за васпитање и старање о деци АП Војводине 1954. године;
7. „Док Сутјеска вода тече“ – цртице из живота народног хероја Саве Kовачевића -  штампано у дечјем листу „Пионири“ у Београду, у наставцима, у бројевима 15 до 21 (од 24. децембра 1959. до 18. фебруара 1960. године);
8. „Буквар“ за први разред основне школе. Рукопис је награђен првом конкурсном наградом 1962. године. Буквар је имао велико број издања у целој Југославији.[7]

Осим горњих радова објавио је низ чланака о идеолошким, политичким, друштвеним, економским и  културно-просветним питањима у „Партијском раднику“, „Борби“, „Политици“, „Гласу“, „Задрузи“, „Новим данима“, листу „Напред“ и часопису „Народни фронт“.
Сарађивао је са дечјим часописима „Змај“ и „Здрав подмладак "и педагошким часописима „Настава и васпитање“ и  „Педагошка стварност“.
У Школској 1960/61. објавио је у часопису „Педагошка стварност“ рад „Нека питања организације и спровођења слободног дана у основној школи“ (свеска 1/1961). У часопису „Настава и васпитање“ објавио је рад „О слободном дану у II разреду основне школе“ (свеска 3/1961). О овој теми одржао је и семинаре учитељима I и II разреда основне школе у следећим општинама: Савски венац, Вождовац, Чукарица, Звездара, Стари град, а осим тога и предавање у Просветно-педагошком заводу Београда за руководиоце општинских актива учитеља I и II разреда са територије града Београда, као и активу управитеља школа са територије Општине Барајево.

### Уџбеници
1. Буквар за I разред основне школе – упоредна обрада штампаних и писаних слова, издање Завода за издавање уџбеника СР Србије, Београд 1964. године (VIII издање 1972. године, а 1973. године изашло је прво издање прерађеног буквара). Рукопис Буквара је награђен првом конкурсном наградом од стране Завода за уџбенике СР Србије у Београду 1963. године;[7]
2. Буквар за I разред основне школе – одвојена обрада штампаних и писаних слова, издање Завода за издавање уџбеника, Београд 1964. године (VIII издање – прво издање прерађеног буквара);[8] Латинично издање издао је Покрајински завода за издавање уџбеника у Новом Саду, 1967. године за ученике Сомбора, Суботице и других места у САП Војводини;[9]
3. Буквар за I разред основне школе – упоредна обрада штампаних и писаних слова за СР Црну Гору, (ијекавизиран) – издање Завода за издавање уџбеника, Београд 1964. године (1973. год. изашло је VIII издање);[10]Златни кључић
4. Српскохрватска читанка за IV разред основне школе са наставом на бугарском језику, издање Завода за уџбенике СР Србије, Београд, 1964. године;[11]
5. Златни кључић – Читанка за први разред основне школе, издање Завода за уџбенике СР Србије, Београд, 1966. године (1971. године изашло је VI издање).[12] Латинично издање издао је Покрајински завода за издавање уџбеника у Новом Саду, 1967. године за ученике Сомбора, Суботице и других места у САП Војводини;[13]
6. Златни кључић – Читанка за први разред основне школе, издање Завода за уџбенике СР Србије, Београд, 1966. године – за Социјалистичку Републику Црну Гору – прозни текстови ијекавизирани (1973. године изашло је VI издање);[14]
7. Ластавице – Читанка за II разред основне школе, издање Завода за уџбенике СР Србије, Београд, 1966. године (1971. године изашло је VI издање);[15] Латинично издање издао је Покрајински завода за издавање уџбеника у Новом Саду, 1967. године за ученике Сомбора, Суботице и других места у САП Војводини;[16]
8. Ластавице – Читанка за II разред основне школе, издање завода за уџбенике СР Србије, Београд, 1966. године – издање за Социјалистичку Републику Црну Гору – прозни текстови ијекавизирани (1973. године штампано је VI издање);[17]

### Приручници за ученике и наставнике
1. Улога и организација слободних дана у основној школи – приручник за учитеље, издање Завода за издавање уџбеника Србије, Београд, 1953.[5] Приручник је преведен на албански језик (за учитеље албанске народности у нашој земљи) – издање Завода за издавање уџбеника Србије, Београд, 1955. године;[18]
2. Народни херој Сава Kовачевић (предавање уз дијафилм), издање савремене школе, бр. дијафилма 1011, Београд, 1958. године, стр. 3-28;
3. Kако је Станко постао хајдук (пропратни текст за дијафилм), издање Завода за наставна средства и школску опрему СР Србије, број дијафилма 111, Београд, стр. 1-7;
4. Моја радна свеска – приручник за наставу српскохрватског језика за ученике I разреда основне школе, издање Завода за  уџбенике СР Србије, Београд, 1963. године (1973. године штампано је 11. прерађено издање).[1] Приручник је штампан и латиницом за ученике Сомбора, Суботице и још других места у Војводини, издање Покрајинског завода за издавање уџбеника, Нови Сад, 1967. године.[19] Приручник је преведен и штампан за следеће језике:              
  1. македонски, 1965, 1966, 1967. и 1969. године, издање Просветног дела, Скопље;[20]         
  2. бугарски, 1964, издање Завода за издавање уџбеника СР Србије, Београд;         
  3. русински, 1966, издање Руског слова, Руски Kерестур;[21]             
  4. словачки, 1966, издање Обзора, Бачки Петровац;             
  5. албански, 1963, 1967. и 1969. године, издање Завода за уџбенике, Београд;[22]         
  6. турски, 1964, издање Форума, Нови Сад;
  7. румунски, 1966, издање Покрајинског завод за издавање уџбеника, Нови Сад;
5. Моја радна свеска – приручник за наставу српскохрватског језика за ученике II разреда основне школе, издање Завода за уџбенике СР Србије, Београд, 1963. године (1973. године штампано је 11. прерађено и допуњено издање).[2] Приручник је штампан и латиницом за ученике Сомбора, Суботице и још неких места у Војводини, издање Покрајинског завода за издавање уџбеника, у Новом Саду, 1967. године.[23] Овај приручник је преведен и штампан за следеће језике:
  1. македонски, 1965, 1966, 1967. и 1968. године, (4 издања), Просветно дело, Скопље;[24]
  2. бугарски, 1964, издање Завода за издавање уџбеника, Београд;
  3. русински, 1966, издање Руског слова, Руски Kерестур;[25]
  4. словачки, 1966, издање Обзора, Бачки Петровац;
  5. албански, 1963, 67. и 69. године, издање Завода за уџбенике, Београд;[26]
  6. турски, 1964, издање Просветног дела, Скопље;
  7. мађарски, 1964, (са коаутором Мароси Kарољ) издање Форума, Нови Сад;
6. Моја радна свеска – приручник за наставу српскохрватског језика за ученике III разреда основне школе, издање Завода за  уџбенике СР Србије, Београд, 1962. године (1973. године штампано је 10. прерађено и допуњено издање). Овај приручник је преведен и штампан на следеће језике:
  1. македонски, 1965, 66, 68. и 69. године, (4 издања)  издање Просветно дело, Скопље;[27]
  2. бугарски, 1964, издање Завода за издавање уџбеника, Београд;
  3. албански, 1963 и 1967. године, издање Завода за уџбенике, Београд;[28]
  4. турски, 1964, издање Просветног дела, Скопље
7. Моја радна свеска – приручник за наставу српскохрватског језика за ученике IV разреда основне школе, издање Завода за  уџбенике СР Србије, Београд, 1966. године (1972. године штампано је 7. издање). Овај приручник је преведен на албански језик и штампан у издању Завода за издавање уџбеника Београд, 1967. године;
8. Тест из српскохрватског језика за ученике IV разреда основне школе – тест СХ-IV-15, издање Завода за основно образовање и образовање наставника СР Србије и Института за педагошка истраживања СР Србије, Београд, 1966. године;
9. Тест из српскохрватског језика за ученике IV разреда основне школе – тест СХ-17/ТУ, издање Завода за основно образовање и образовање наставника СР Србије, Београд, 1967. године;
10. Тест из српскохрватског језика за ученике IV разреда основне школе – тест СХ-25, издање Завода за основно образовање и образовање наставника СР Србије, Београд, 1968. године;
11. Тест из српскохрватског језика за ученике IV разреда основне школе – тест ОШ-IV/17 – ради се првог часа - разумевање прочитаног текста “Невидљиви кавези” од Ј. Букша и Г. Болковац-Букша, издање Завода за основно образовање и образовање наставника СР Србије, Београд, 1969. године;
12. Тест из српскохрватског језика за ученике IV разреда основне школе – тест ОШ-IV-28 – ради се другог часа – тест знања из граматике и правописа, издање Завода за основно образовање и образовање наставника СР Србије, Београд, 1969. године;
13. Свеска контролних задатака из српскохрватског језика за ученике III разреда основне школе, издање Научне књиге, Београд 1969. године (1973. штампано четврто издање);
14. Свеска контролних задатака из српскохрватског језика за ученике IV разреда основне школе, издање Научне књиге, Београд 1970. године. (1973. штампано треће издање);
15. Тест из српскохрватског језика за ученике IV разреда основне школе – тест ОШ-IV-38 – ради се првог часа – разумевање прочитаног књижевног текста „Добра лекција” од Милорада Хајдановића, издање Завода за основно образовање и образовање наставника СР Србије, Београд, 1970. године;
16. Тест из српскохрватског језика за ученике IV разреда основне школе – тест ОШ-IV-23 – ради се другог часа – тест знања из граматике и правописа, издање Завода за основно образовање и образовање наставника СР Србије, Београд, 1970. године;
17. Ми учимо латиницу – приручник за ученике III разреда основне школе за учење латинице (радна свеска), издање Научне књиге, Београд, 1971. године. (1973. штампано треће издање);
18. Тест из српскохрватског језика за ученике IV разреда основне школе – тест ОШ-IV/21 – ради се првог часа –  разумевање прочитаног књижевног текста „Сунчев певач” од Б. Ћопића, издање Завода за основно образовање и образовање наставника СР Србије, Београд, 1971. године;
19. Тест из српскохрватског језика за ученике IV разреда основне школе тест ОШ-IV/22 – ради се другог часа –  тест знања из граматике и правописа, издање Завода за основно образовање и образовање наставника СР Србије, Београд, 1971. године;
20. Тест из српскохрватског језика за ученике IV разреда основне школе –  тест ОШ-IV/1-17 – ради се првог часа –  разумевање прочитаног књижевног текста „Шта да се купи” од Ћамиља Батали, издање Завода за основно образовање и образовање наставника СР Србије, Београд, 1972. године;
21. Тест из српскохрватског језика за ученике IV разреда основне школе –  тест ОШ-IV/18-37 – ради се другог часа – тест знања из граматике и правописа, издање Завода за основно образовање и образовање наставника СР Србије, Београд, 1972. године.